# Docteur Justice (fumetto)
Docteur Justice è un personaggio immaginario, un eroe dei fumetti, creato dallo sceneggiatore Jean Ollivier e dal disegnatore Carlo Raffaele Marcello.

## Storia del personaggio
Il personaggio del Dottor Justice è nato dall'incontro casuale di Jean Ollivier a Ginevra con un medico (non proprio ordinario!) dell'Organizzazione Mondiale della Sanità. Un eroe del nostro tempo, del nostro mondo. Un personaggio moderno, solido e originale, un nuovo eroe che non è né un giornalista né un detective. La sua foto, presentata da Jean Ollivier, lo mostra "ben costruito, con qualcosa di Delon".

## Storia
Il dottor Benjamin Justice è un medico umanitario. È soprattutto un vigilante, che sfrutta le sue abilità di judoka e karateka. Questo medico, appartenente all'OMS e poi all'OIS, è un grande viaggiatore e un idealista. Atterra in ogni avventura di un aereo in un aeroporto lontano.
Judoka 5. dan, 6. dan, 7. dan e poi 8. dan, utilizza anche gli atemi del ju-jitsu e le tecniche del karate, il kit completo dell'allenamento giapponese (Justice è cresciuto in Giappone). Padroneggia anche il kiai, l'arma segreta degli iniziati, che scatta, insopportabile. La filosofia del suo sensei, il maestro Hiamuri, è sempre presente nella sua mente. Le sue varie missioni umanitarie lo portano ai quattro angoli del mondo e i suoi interventi medici spesso si trasformano in combattimenti molto fisici.
La prima avventura di Justice (ancora senza titolo) si svolge a New York, ma la portata si espande presto, con molti titoli di episodi che indicano da soli la destinazione (e la fuga?): S.O.S. Egitto, Il sentiero di Jamalpur, I sotterranei di Venezia, Gli avvoltoi di Wollo, Il castello di Burgrave, Scalo a Nassau, 24 ore a Rio, L'ultimo degli smeraldi, Naufrago a Hoggar... L'episodio Les Maîtres-chanteurs è ambientato a Parigi e si conclude con una rappresentazione di Notre-Dame. Si noti che in questo episodio, apparso su Pif-Gadget, Justice utilizza una penna da taglio, che era il gadget della settimana...
Doc Justice affronta delinquenti, trafficanti di ogni genere, affamatori e persino schiavisti. Condanna l'uso delle armi da fuoco e ha un solo motto: il vero coraggio è fare ciò che è giusto... Il suo maestro Hiamuri appare regolarmente nelle sue avventure in flashback, proprio come nella serie televisiva Kung Fu.
Paradossi a parte: il Dottor Justice fuma spesso e, in tutto il mondo, nel corso delle sue missioni, non finisce mai in alberghi con una stella. Gli episodi in bianco e nero sono più lunghi ed epici; Justice, come altri eroi (Rahan, Loup-Noir), non tollera il passaggio al colore. E se il personaggio di Mitzo Takuri, una piccola perla giapponese affascinante, divertente e coraggiosa, aveva fatto sperare in una sorta di romanticismo (14 avventure congiunte), la comparsa del giornalista Morvan Tugdual le Bossonec, detto Bobosse (24 avventure congiunte), completa la scossa al mito della Giustizia, un eroe solitario e senza amici... Nel 1982, dopo che un nuovo direttore a capo dell'OIS (Organizzazione Internazionale della Sanità), che aveva sostituito il professor Chatway, lo aveva preso in antipatia e aveva sparato a un ufficiale nel bel mezzo della rivoluzione salvadoregna, fu espulso dall'OIS. Torna a Pif Gadget nel 1984 come medico ai Giochi Olimpici di Los Angeles e poi al Relly Dakar. In seguito, le sue avventure sono state spesso pubblicate a puntate, seguite dalla pubblicazione di album di 40 pagine.

## Pubblicazioni
La serie Docteur Justice è apparsa per la prima volta sul settimanale Pif Gadget, a partire dal numero 69 del giugno 1970. Subito molto popolari, le avventure del personaggio sono state ristampate in 22 numeri di una pubblicazione che porta il suo nome (dal 1973 al 1977). Dal 1970 al 1990, ha vissuto 155 avventure da 9 a 40 pagine, a volte in storie complete, a volte in storie da seguire. Nel nuovo Pif Gadget, le sue due avventure sono state sceneggiate da Ollivier (prima della sua morte) e François Corteggiani, e disegnate da un altro italiano, Emanuele Barison. Doveva essere pubblicata una terza storia, ma a causa di un mancato accordo con gli eredi di Carlo Raffaele Marcello, la serie fu definitivamente ritirata.

### Periodici
- Docteur Justice nos 1 à 22 (1973-1977)

### Album
Gli album sono stati pubblicati in diverse case editrici:
1. Le Triangle d’or (Hachette, 1973)
2. Docteur Justice et les ravisseurs (éditions du Kangourou, 1974)
3. S.O.S. Égypte (éditions du Kangourou, 1975)
4. Pour les enfants du monde (G. P. Rouge et Or, 1980)

Dal 5. all'8. a Messidor-La farandola
1. Destination Bornéo (1986)
2. Le Secret des grands marais (1987)
3. Amandla ! Apartheid : des enfants en prison (1987)
4. La Mort blanche (1988)

Nel 1994 una serie parziale delle avventure a colori è stata pubblicata dalla casa edirice Soleil
1. Le Rendez-vous de Trinidad
2. Les Rats du désert
3. Un docteur est mort.

Nel 2006 Éditions Thot ha pubblicato una raccolta delle prime storie in bianco e nero, intitolata Dr Justice - L'Intégrale.
Inoltre, un volume che raccoglie Le Meilleur de Pif (Vents d'Ouest 2005) riprende le sue prime 3 avventure.

## Adattamenti cinematografici
Un film dello stesso nome è realizzato da Christian-Jaque en 1975. L'attore americano John Phillip Law interpreta Doc Justice, accompagnato da Nathalie Delon e Gert Froebe nei panni del malvagio Reggente.